# Seznam irskih fizikov
Seznam irskih fizikov in fizičark.

## B
- John Stewart Bell (1928 – 1990)

## F
- George Francis FitzGerald (1851 – 1901)

## H
- William Rowan Hamilton (1805 – 1865)

## J
- John Joly (1857 – 1933)

## L
- Joseph Larmor (1857 – 1942)
- Humprey Lloyd ( 1800 – 1881)

## R
- John Thomas Romney Robinson (1792 – 1882)

## S
- Edward Sabine (1788 – 1883)
- George Gabriel Stokes (1819 – 1903)
- George Johnstone Stoney (1826 – 1911)
- John Lighton Synge (1897 – 1995)

## T
- John Tyndall (1820 – 1893)

## W
- Ernest Thomas Sinton Walton (1903 – 1995)  1951